# Vedsidenmossa
Vedsidenmossa (Plagiothecium laetum) är en bladmossart som beskrevs av W. P. Schimper in B.S.G. 1851. Enligt Catalogue of Life ingår Vedsidenmossa i släktet sidenmossor och familjen Plagiotheciaceae, men enligt Dyntaxa är tillhörigheten istället släktet sidenmossor och familjen Plagiotheciaceae. Arten är reproducerande i Sverige. Inga underarter finns listade i Catalogue of Life.

## Bildgalleri

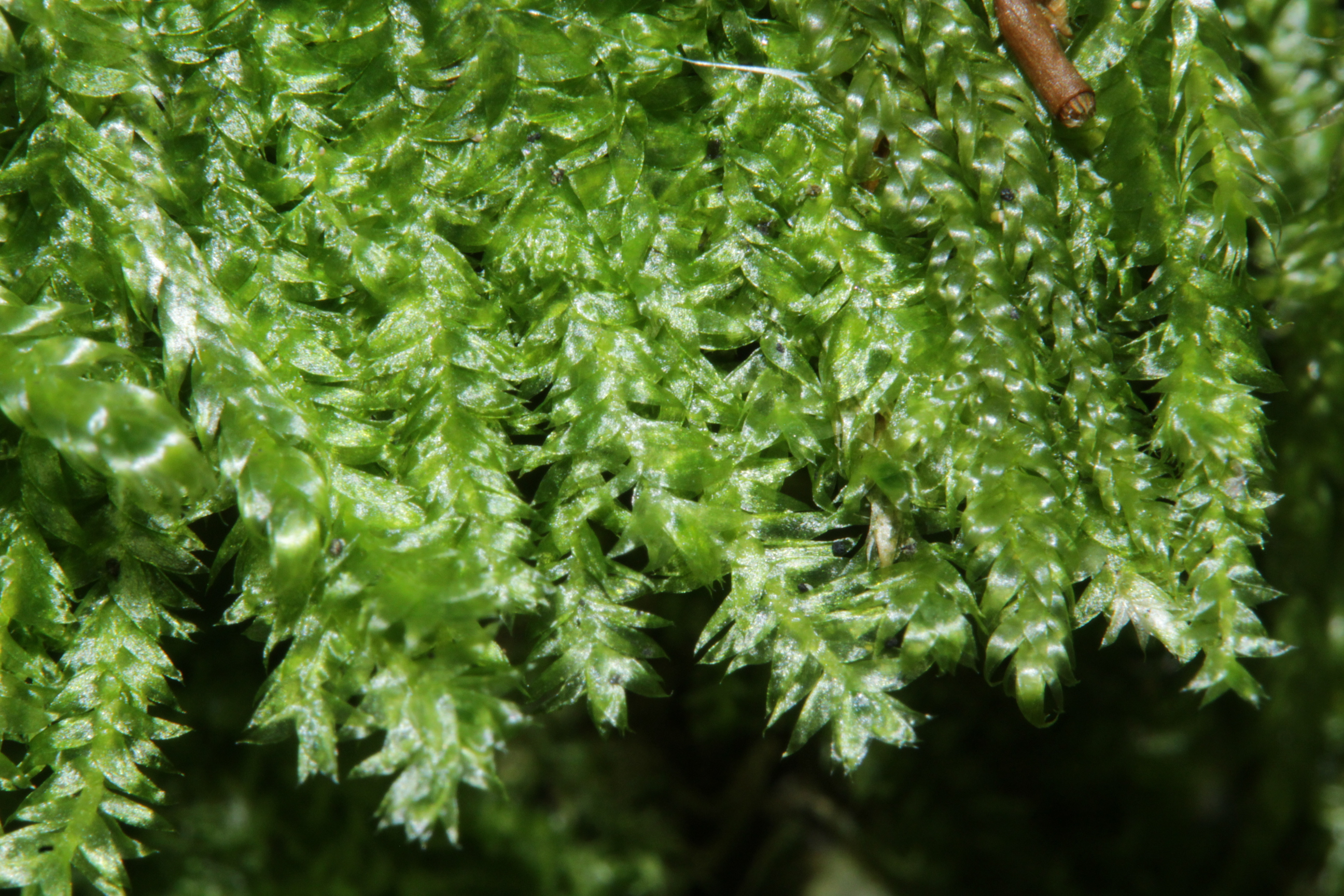